# Asmahan
Amal Al-Atrash (Arabă: آمال الأطرش‎‎-Āmāl Al-Aṭrash, 25 noiembrie 1912 – 14 iulie 1944), cunoscută sub numele de Asmahan ( arabă أسمهان Asmahān) a fost o cântăreață și actriță siriană de origine egipteană. A migrat în Egipt în timpul copilăriei, iar familia să îl cunoștea pe compozitorul  Dawood Hosni , astfel ea a cântat versurile compozitorilor Mohamed El Qasabgi și  Zakariyya Ahmad. A mai cântat și compozițiile fratelui sau și pe cele scrise de Mohammed Abdel Wahab.
Vocea să a fost una dintre puținele din lumea arabă care au concurat cu cea a lui Umm Kulthum ( considerată cea mai distinsă cântăreață a secolului al XX-lea din lumea arabă).
Modul misterios în care aceasta a decedat într-un accident de mașină a șocat publicul.
Au fost răspândite în presă știri cu privire la viața să personală și la un presupus rol de spionaj în cel de Al Doilea Război Mondial. 

## Copilăria
Asmahan a fost fiica lui Fahd Al-Atrash, un sirian druz din Suwayda și al unei libaneze din Hasbaya, 'Alia al-Mundhir. Tatăl sau provine din clanul druz Al-Atrash, celebru în Siria datorită rolului său în cadrul luptei împotriva ocupației franceze. Se presupune că acesta a servit că guvernator al districtului Dermirci din Turcia în timpul ultimelor zile ale Imperiului Otoman. A fugit apoi împreună cu soția și cu copiii săi. În noiembrie 1917 aceștia s-au îmbarcat pe o navă din Izmir către Beirut iar Asmahan a fost născută în timpul acestei călătorii, la bordul vasului. A fost numită « 'Āmāl » ( arabă آمال) care înseamnă “speranțe”. A fost, de asemenea, strigată și Emily, însă întotdeauna a preferat numele “'Āmāl ”. După ce francezii au preluat puterea, familia artistei s-a întors la Jabal Al-Druze (Muntele druzilor).
După incidentul cu Adham Khanjar din 1923, casa familiei Al-Atrash din Al-Qrayya (mic oraș din Jabal Al-Druze) a fost bombardată de către forțele franceze. 'Alia a fugit cu copiii la Damasc și a refuzat să se mai intoarcă. Ulterior aceștia au plecat la Beirut, dar, după ce au aflat că erau căutați de francezi acolo, au mers în Haifa, Palestina, iar de acolo au plecat în Egipt. 

## Migrația către Egipt
'Alia  a ales să meargă către Cairo deoarece știa că prim-ministrul naționalist Saad Zaghloul și ruda soțului său, Sultan Al-Atrash aveau anumite legături. Conform spuselor familiei, femeii i s-a permis să intre în Egipt sub protecția lui Saad Zaghloul. 
Asmahan și familia sa au trăit mai întâi într-un cartier umil din Cairo. Mama sa a fost spălătoreasă și croitoreasă pentru a-și ajuta familia. A avut o voce extraordinară și, pe lângă aceasta, putea cânta și la ‘oud. Asmahan și frații săi au fost înscriși la o școală catolică franceză. 'Alia a primit o bursă lunară de la un binefăcător secret iar acest lucru a ajutat-o să acopere cheltuielile de școlarizare ale copiilor săi și, de asemenea, să se mute într-un apartament mai plăcut pe strada Habib Shalabi.

## Cariera

### Debutul muzical
Talentul vocal al lui Āmāl a fost descoperit când aceasta era destul de mică. O dată, când fratele său Farid l-a avut oaspete pe unul dintre cei mai mari compozitori ai Egiptului, Dawoud Hosni, acesta a auzit-o cântând în camera sa și a insistat să o vadă imediat. A rugat-o apoi să cânte din nou și a fost foarte impresionat de vocea sa, așa că i-a propus să cânte sub numele de Asmahan, iar ea a acceptat.
Asmahan a devenit faimoasă destul de repede. Nu avea nici paisprezece ani când a fost prezentată publicului la un concert la prestigioasa Operă din Cairo. A cântat și a înregistrat melodii compuse de Farid Ghosn, Dawoud Hosni, Mohamed El Qasabgi sau Zakariyya Ahmad. Când avea șaisprezece ani, Asmahan a fost invitată de către o casă de discuri egipteană pentru a lansa primul său album, prezentând astfel și primul său cântec, ”Ya Nar Fouadi”, compusă de Farid Ghosn.
Diverși profesori s-au ocupat de progresul vocii și al muzicii sale. Hosni s-a oferit în a o ajuta pe artistă să cânte la ‘oud. Cu toate acestea, frații săi au vrut ca ea să se căsătorească și să se întoarcă în Siria. Vărul său, Hassan Al-Atrash a călătorit în Egipt cu scopul de a o peți pentru diferite rude de ale sale, însă, odată ce a văzut-o pe Asmahan s-au logodit, iar ea s-a întors în Siria pentru o perioadă de aproximativ cinci ani, întrerupându-și cariera muzicală.

### Influența egipteană
De când Asmahan a cântat în Egipt, versurile melodiilor sale au fost scrise în araba clasică și într-o arabă colocvială, dar, a cântat, de asemenea, și în dialectul levantin. A interpretat cântece de ale lui Umm Kulthoum și Momed Abdel Wahab. A trebuit să cânte melodii cu teme naționaliste înălțătoare sau melodii în care lăuda familia egipteană regală. La începutul carierei sale a cântat în clubul de noapte deținut de Mary Mansour.
Fratele său mai mare, Fuad, precum și ceilalți membri druzi ai familiei au considerat că o carieră în divertisment pentru o fată este rușinoasă și a fost foarte greu pentru aceștia să accepte integrarea lui Asmahan pe scena socială heterogenă. Separarea religioasă bine definită din mediul rural sirian nu a funcționat și în Egipt, astfel ea a fost nevoită să se despartă de soțul său. În perioada în care aceștia au fost căsătoriți și apoi, mai târziu, în anul 1941, când s-au recăsătorit și a revenit în Egipt, cariera sa muzicala a ajuns la un impas.
Când s-au despărțit ea a plecat imediat în Egipt, chiar înainte de a primi dota. Cu întoarcerea în Egipt și cu o carieră muzicală, Asmahan și-a alungat aprecierile din partea rudelor sale siriene și druze, stârnindu-le astfel și mai tare furia. Atunci când primul său film, ”Intisar Al-Shabab” a fost ecranizat în Siria, o tânără de origine druză a împușcat ecranul în momentul în care a apărut personajul interpretat de Asmahan.

## Viața personală
In anul 1939, vărul său, Hassan Al-Atrash a mers la Cairo și a cerut-o în căsătorie, solicitându-i astfel să își abandoneze cariera muzicală. Ea a fost de acord, însă cu trei condiții : să locuiască în Damasc și nu în Jabal Al-Druze, iarna să stea la Cairo și să nu i se ceară vreodată să poarte hijab.
S-au căsătorit și s-au mutat inițial la  Ara unde familia Al-Atrash deținea  o locuință mare, iar apoi au construit propria lor casă în Suwayda. Asmahan a dat naștere fiicei sale, Kamellia. În cele din urmă, Asmahan și-a abandonat cariera și viața din Cairo iar, în anul 1939 ea și Hassan au divorțat. Astfel, s-a întors la Cairo reluându-și cariera muzicală, căsătorindu-se pentru o scurtă perioadă cu regizorul egiptean Ahmed Badrkhan.
In anul 1941 s-a întors în Siria într-o călătorie secretă, sub auspiciile britanicilor.
Hassan a fost de acord să o întâlnească și, cu această ocazie i-a propus să se recăsătorească. În timpul căsătoriei celor doi, Asmahan a încercat de două ori să se sinucidă. Presa de la vremea aceea a sugerat faptul că acest gest a avut scopul de a obține din nou divorțul de Hassan. În cele din urmă, se pare că acesta a fost de acord, iar acest fapt s-a datorat vizitelor sale la Ierusalim, de unde au fost auzite zvonuri cu privire la comportamentul său.
A treia și ultima sa căsătorie a fost cu regizorul egiptean Ahmed Salem, despre care se presupune că i-a facilitat întoarcerea în Egipt, în ciuda restricțiilor impuse de către autoritățile guvernamentale.
Tot în anul 1941 l-a cunoscut și pe Mohammed Abdel Wahab, distinsul compozitor și cântăreț egiptean și a jucat alături de acesta în piesa sa de operetă, ”Magnun Layla”.
Abdel Wahab a prezentat-o unui jurnalist, Mohamed al-Taba'i, care a sugerat că artista a fost îndrăgostită de el, însă tonul scrierii sale indica exact contrariul. A sugerat, de asemenea, că a avut afaceri, sau cel puțin o relație cu Ahmed Pasha Hassanein, șambelanul familiei regale.
Asmahan era foarte mândră de trecutul familiei sale și a vorbit tot timpul despre tatăl său și vărul acestuia, Sultan Al-Atrash.

## Rolul său în cel de-al Doilea Război Mondial
In anul 1941, în timpul celui de Al Doilea Război Mondial, Asmahan s-a întors în Siria (care era sub ocupația franceză) la cererea britanicilor. A fost într-o misiune secretă de a-i anunța pe oamenii săi din Jabal Al-Druze că britanicii și forțele franceze libere vor invada Siria prin teritoriul lor și, să îi convingă să nu lupte. Britanicii și francezii liberi au promis independența Siriei și a Libanului în fața tuturor locuitorilor la data invaziei.
Druzii au fost de acord chiar dacă unii dintre ei nu au aflat la timp despre acest lucru și au luptat împotriva celor care îi invadaseră.
După ce puterile aliate au baricadat Siria în timpul Campaniei Siro-Libaneze, Generalul Charles de Gaulle a vizitat Siria. Când puterile aliate nu au reușit să își respecte promisiunea făcută în fața sirienilor, Asmahan a încercat să contacteze naziștii din Turcia, dar a fost oprită la frontieră și trimisă în Liban. A fost, de asemenea, posibil ca Asmahan să fi avut nevoie de bani, deoarece soțul său nu îi mai asigura cheltuielile și astfel, să fi încercat să ajungă la germani pentru a putea obține fonduri.

## Decesul
Pe 14 iulie 1944, o mașină care o transporta pe Asmahan și pe o prietenă de ale sale a fost lovită și astfel au intrat într-un canal de la marginea drumului, după ce șoferul a pierdut controlul în apropierea orașului Mansoura, din Egipt.
Aceste circumstanțe au dat naștere multor suspiciuni și zvonuri. Serviciul britanic de informații, de exemplu, după multe zvonuri în care s-a susținut că a lucrat pentru ei, a fost acuzat că ar fi ucis-o după ce aceasta a încercat să îi întâlnească pe agenții germani. Gestapo-ul german a fost, de asemenea acuzat de asasinarea ei, pentru ajutorul acordat britanicilor. Soțul său de la vremea aceea s-a purtat violent cu ea și, de aceea, și familia lui a fost dezonorată de către astfel de zvonuri. Conform dorințelor sale, artista a fost înmormântată în Egipt.

## Discografie
- Eedy fi Eedak   (arabă: يدي في يدك )
- Shorouq we Ghoroub ( arabă شروق وغروب)
- Al-Layl ( arabă الليل)
- As-Shams Ghabat Anwarha (arabăالشمس غابت انورها)
- Ad-Denya fi Eedy ( arabă الدنيا في يدي)
- Aamel Eah Ashan Ansak? (arabă اعمل ايه عشان انساك؟)
- Ana Bent al-Layl (arabă انا بنت الليل)